# Lince (torpilleur)
Pour les articles homonymes, voir Lince.
Le Lince (fanion « LC » était un torpilleur italien de la classe Spica - type Alcione lancé en 1938 pour la Marine royale italienne (en italien : Regia Marina). 

## Conception et description
Les torpilleurs de la classe Spica devaient répondre au traité naval de Londres qui ne  limitait pas le nombre de navires dont le déplacement standard était inférieur à 600 tonnes. Hormis les 2 prototypes, 3 autres types ont été construits : Alcione, Climene et Perseo. Ils avaient une longueur totale de 81,42 à 83,5 mètres, une largeur de 7,92 à 8,20 mètres et un tirant d'eau de 2,55 à 3,09 mètres. Ils déplaçaient 652 à 808 tonnes à charge normale, et 975 à 1 200 tonnes à pleine charge. Leur effectif était de 6 à 9 officiers et de 110 sous-officiers et marins
Les Spica étaient propulsés par deux turbines à vapeur à engrenages Parsons , chacune entraînant un arbre d'hélice et utilisant la vapeur fournie par deux chaudières Yarrow. La puissance nominale des turbines était de 19 000 chevaux-vapeur (14 000 kW) pour une vitesse de 33 nœuds (61 km/h) en service, bien que les navires aient atteint des vitesses supérieures à 34 nœuds (62,97 km/h) lors de leurs essais en mer alors qu'ils étaient légèrement chargés. Ils avaient une autonomie de 1 910 milles nautiques (3 540 km) à une vitesse de 15 nœuds (27,7 km/h)
Leur batterie principale était composée de 3 canons 100/47 OTO Model 1937. La défense antiaérienne (AA) des navires de la classe Spica était assurée par 4 mitrailleuses jumelées Breda Model 1931 de 13,2 millimètres. Ils étaient équipés de 2 tubes lance-torpilles de 450 millimètres (21 pouces) dans deux supports jumelés au milieu du navire.  Les Spica étaient également équipés de  2 lanceurs de charges de profondeur et d'un équipement pour le transport et la pose de 20 mines.

## Construction et mise en service
Le Lince est construit par le chantier naval Cantieri del Quarnaro à Fiume en Croatie, et mis sur cale le 7 décembre 1936. Il est lancé le 15 janvier 1938 et est achevé et mis en service le 1er avril 1938. Il est commissionné le même jour dans la Regia Marina.

## Histoire de service
Peu après son entrée en service, le 5 mai 1938, le Lince participe à la revue navale "H" dans le golfe de Naples.
Une fois opérationnel, le Lince est d'abord déployé en Sicile, puis est destiné à servir en mer Égée.
En avril 1939, le navire, sous le commandement du capitaine de corvette (capitano di corvetta)Giorgio Giobbe, se distingue dans les opérations pour l'occupation de l'Albanie.
Lors de l'entrée de l'Italie dans la Seconde Guerre mondiale, le navire fait partie du VIIIe escadron de torpilleurs basé à Rhodes, qu'il forme avec ses navires-jumeaux (sister ships) Lupo, Libra et Lira. Il est d'abord employé dans le Dodécanèse et à partir de l'automne 1940, avec des fonctions offensives, contre la Grèce.
Le 30 janvier 1941, le Lince, partant de Rhodes et engagé avec son navire-jumeau Lupo dans une patrouille anti-sous-marine dans le canal de Kassos, repère à la position géographique de 35° 31′ N, 25° 34′ E le convoi britannique "AN 14" se rendant d'Alexandrie au Pirée escorté par un croiseur auxiliaire et trois destroyers,. Le Lince, sur ordre du chef d'escadron Mimbelli, effectue une action de diversion, distrayant les navires britanniques et permettant ainsi au Lupo de s'approcher du convoi et de frapper avec deux torpilles le pétrolier Desmoulea (8 120 tonneaux de jauge brute (TJB), chargé d'essence et de kérosène), qui est sérieusement endommagé (il doit être remorqué d'abord à Souda, où il arrive le 1er février, puis, après des réparations temporaires, transféré le 6 mai à Suez),. Le Lupo et le Lince s'éloignent ensuite  sains et saufs malgré les violents tirs d'artillerie des navires ennemis.
Le 25 février, le torpilleur charge 240 soldats à Rhodes avec le Lupo et les vieux destroyers Crispi et Sella pour reprendre l'îlot de Castelrosso, qui a été occupé par les forces britanniques. Dans la nuit du 25 au 26, le destroyer britannique HMS Hereward (H93) aperçoit les deux torpilleurs mais, pour rejoindre le destroyer HMS Decoy (H75) avant d'attaquer, il perd le contact avec la formation italienne, qu'il ne peut ensuite retrouver. Peu après minuit le 25, le Lupo s'amarre dans le port de Castelrosso et commence les opérations de débarquement des troupes, qui doivent cependant être rapidement interrompues en raison de la dégradation rapide des conditions météorologiques et de l'état de la mer. Le 27 février, le Lince et le Lupo, avec deux vedettes-torpilleurs MAS (Motoscafo Armato Silurante), reviennent à Castelrosso, suivis plus tard également par le Crispi et le Sella, et cette fois-ci ils parviennent à débarquer les troupes, bombardant également avec leur artillerie de 101 mm les positions britanniques, faisant trois morts et sept blessés. Le 28 février, Castelrosso éest de nouveau aux mains des Italiens.
Le 28 mai 1941, pendant la bataille de Crète, le Lince, ainsi que ses navires-jumeaux Libra et Lira et le vieux destroyer Crispi, est affecté à l'escorte de convois (vapeurs Giorgio Orsini, Giampaolo et Tarquinia, remorqueurs Aguglia et Impero, navires à moteur réfrigérés Assab et Addis Abeba, vapeur fluvial Porto di Roma, navires à moteur Sant'Antonio, San Giorgio, Pluto et Navigatore, le pétrolier Nera, les pontons portuaires CG 89 et CG 167) qui, partis de Rhodes la veille, auraient dû transporter et débarquer dans la baie de Sitía (Crète) un corps expéditionnaire italien composé de 2 450 hommes, 13 chars, 350 mules, deux voitures et autant de camions, du matériel et de l'artillerie, des provisions et des munitions pour cinq jours. Au début de l'après-midi du 28, le Lince est chargé de prendre en remorque le navire le plus lent du convoi, afin d'augmenter au moins un peu la vitesse excessivement lente. À 15h45 du même jour, alors qu'ils sont en vue de Sitia, juste avant le début du débarquement, les trois torpilleurs sont rappelés pour d'autres tâches (les opérations de débarquement se sont tout de même déroulées sans problème).
Le 27 mai 1941, le Lince transporte de Rhodes à Leros le nouveau commandant de cette île, le capitaine de vaisseau (capitano di vascello) Aldo Cocchia.
Au cours de 1941, le torpilleur est modifié avec l'élimination des inefficaces mitrailleuses de 13,2 mm et leur remplacement par huit canons de 20/65 mm,.
Dans la nuit du 13 au 14 décembre, le Lince et son navire-jumeau Aretusa sont envoyés pour rejoindre les destroyers Vivaldi, da Noli, Aviere, Geniere, Carabiniere et Camicia Nera pour escorter le cuirassé Vittorio Veneto pendant la navigation de retour vers Tarente, après le torpillage du cuirassé par un sous-marin britannique pendant l'opération de trafic "M 41".
En 1942, le torpilleur est transféré sur les routes entre la Libye, la Sicile et la mer Égée.
Dans l'après-midi du 12 février de la même année, le Lince, accompagné du remorqueur Atlante, quitte Tarente pour secourir le pétrolier Lucania, torpillé et incendié (alors qu'il portait les marques indiquant son utilisation comme navire de ravitaillement pour les navires transportant des réfugiés d'Afrique orientale italienne) par le sous-marin britannique HMS Una (N87),. Cependant, le pétrolier est condamné, de sorte que le Lince et le Atlante ne peuvent rien faire d'autre que de récupérer l'équipage. Le Lucania coule à 23h15, à la position géographique de 39° 20′ N, 17° 25′ E. Le Lince participe ensuite à la chasse anti-sous-marine qui voit le naufrage d'un sous-marin britannique, non pas du HMS Una mais le HMS Tempest (N86), par le torpilleur Circe.
Le 8 juin 1942, dans le cadre de l'opération de trafic "Pise", le Lince et son navire-jumeau Circe quittent Palerme pour escorter le convoi "S" (navire à moteur Sestriere) vers Tripoli, mais les unités sont ramenées au port le même jour (le Sestriere est ensuite envoyé en Libye deux jours plus tard).
Le 14 août, le Lince et le pétrolier militaire qu'il escortait, le Stige, sont attaqués par un sous-marin inconnu au large du Cap Spada, mais ils opeuvent éviter les torpilles.
Le 19 août, à 4h30 du matin, le navire à vapeur Iseo est torpillé entre Derna et Tobrouk par le sous-marin britannique HMS Porpoise (N14): le navire marchand n'est pas touché, tandis que le Lince contre-attaque et endommage sérieusement l'unité ennemie,.
Le 9 novembre, le navire, avec les torpilleurs Cigno et Abba, escorte à bâbord le croiseur léger Attilio Regolo, qui revient pour prendre en charge le remorqueur Polifemo après avoir été torpillé par le sous-marin britannique HMS Unruffled (P46) à la position géographique de 38° 14′ N, 12° 41′ E (au large du Cap San Vito Siculo) et avoir perdu sa proue (pendant la navigation, le sous-marin HMS United (P44) essaie d'achever le croiseur mais il échoue),.
Le 22 novembre 1942, le Lince est fortement endommagé (brèches dans la coque et inondation, graves dommages à l'appareil moteur - avec d'importantes fuites d'huile -, instruments de navigation, radios et compas à moitié détruits, armement hors d'usage à l'exception d'un canon et de deux mitrailleuses) à la suite d'un bombardement aérien sur le port de Tripoli, au point qu'il faut l'échouer pour éviter le naufrage. Le capitaine et la moitié de l'équipage sont tués ou blessés.
Le commandant en second de l'unité meurtrie, le sous-lieutenant de vaisseau (sottotenente di vascello) Vitaliano Rauber, reçoit en janvier 1943 l'ordre de saborder le navire pour éviter la capture, la chute de Tripoli étant imminente. Rauber, cependant, en accord avec l'équipage survivant, décide de tenter de rejoindre l'Italie et, après avoir obtenu l'autorisation du commandement de Tripoli, quitte la ville libyenne dans la soirée du 18 janvier 1943, alors que les avions ennemis effectuent l'un des derniers raids sur le port tripolitain. Obligé de procéder au ralenti, le Lince est attaqué au matin du 20 janvier par un avion qui a l'intention de le frapper avec des bombes, mais la réaction des quelques canons en état de marche du torpilleur oblige l'avion à battre en retraite. Dans l'après-midi du même jour, les traînées de torpilles lancées par un sous-marin contre le Lince sont aperçues, mais le torpilleur réussit à les éviter grâce à une contre-manœuvre rapide. Il est nécessaire d'inonder un double fond afin de faire gîter le navire et de recueillir l'huile restante sur un côté afin de la rendre disponible pour au moins un moteur, afin de surmonter le problème des fuites d'huile, mais finalement le Lince réussit, après s'être arrêté à Sfax et à Sousse, à atteindre le port de Trapani d'où il est transféré - en remorquant le destroyer Saetta - à Tarente, où il est soumis à des travaux de réparation.
Après sa remise en service, le Lince est affecté à des missions d'escorte de convois entre l'Italie et la péninsule des Balkans.
Le 16 juillet, le convoi - transports de troupes Italia et Argentina - que l'unité escorte, avec le vieux torpilleur Pilo et le destroyer Lubiana, de Patras à Vlora, est attaqué sans succès à 12 milles nautiques (22 km) à l'ouest du cap Dukato par un sous-marin ennemi (peut-être le HMS Trooper (N91)).
Le 4 août 1943, le torpilleur s'échoue près de Punta Alice (Cirò Marina), non loin de Tarente. Comme il n'est pas possible d'échouer l'unité immédiatement, l'équipage - 160 hommes - campe sur la plage voisine, attendant le désengagement. À 8h15 le 28 août, alors que l'unité n'est toujours pas déséchouée, le sous-marin britannique HMS Ultor (P53) l'aperçoit et, sur ordre du commandant George Hunt, tire deux torpilles sur elle. Les torpilles touchent la poupe du navire, qui explose et coule rapidement à la position géographique de 39° 24′ N, 17° 09′ E,,.
L'éclatement des torpilles tue douze hommes d'équipage qui se trouvaient à bord du torpilleur et touche un petit bateau de pêche avec quatre personnes à bord, tuant un enfant (Francesco Salvatore Tridico) et mutilant un jeune pêcheur.

### Commandement
- Capitaine de corvette (Capitano di corvetta) Giorgio Giobbe de 1939 à mars 1941
- Lieutenant de vaisseau (Tenente di vascello) Giovanni Gazzera de mars 1941 au 30 juin 1942
- Lieutenant de vaisseau (Tenente di vascello) Edoardo Manacorda du 1er juillet 1942 à janvier 1943
- Sous-Lieutenant de vaisseau (Sottotenente di vascello) Vitaliano Rauber (en intérim) en janvier 1943
- Capitaine de corvette (Capitano di corvetta) Riccardo Papino en avril 1943

## Sources
- (it) Cet article est partiellement ou en totalité issu de l’article de Wikipédia en italien intitulé « Lince (torpediniera) » (voir la liste des auteurs).